# Nadzór jednoinstytucjonalny

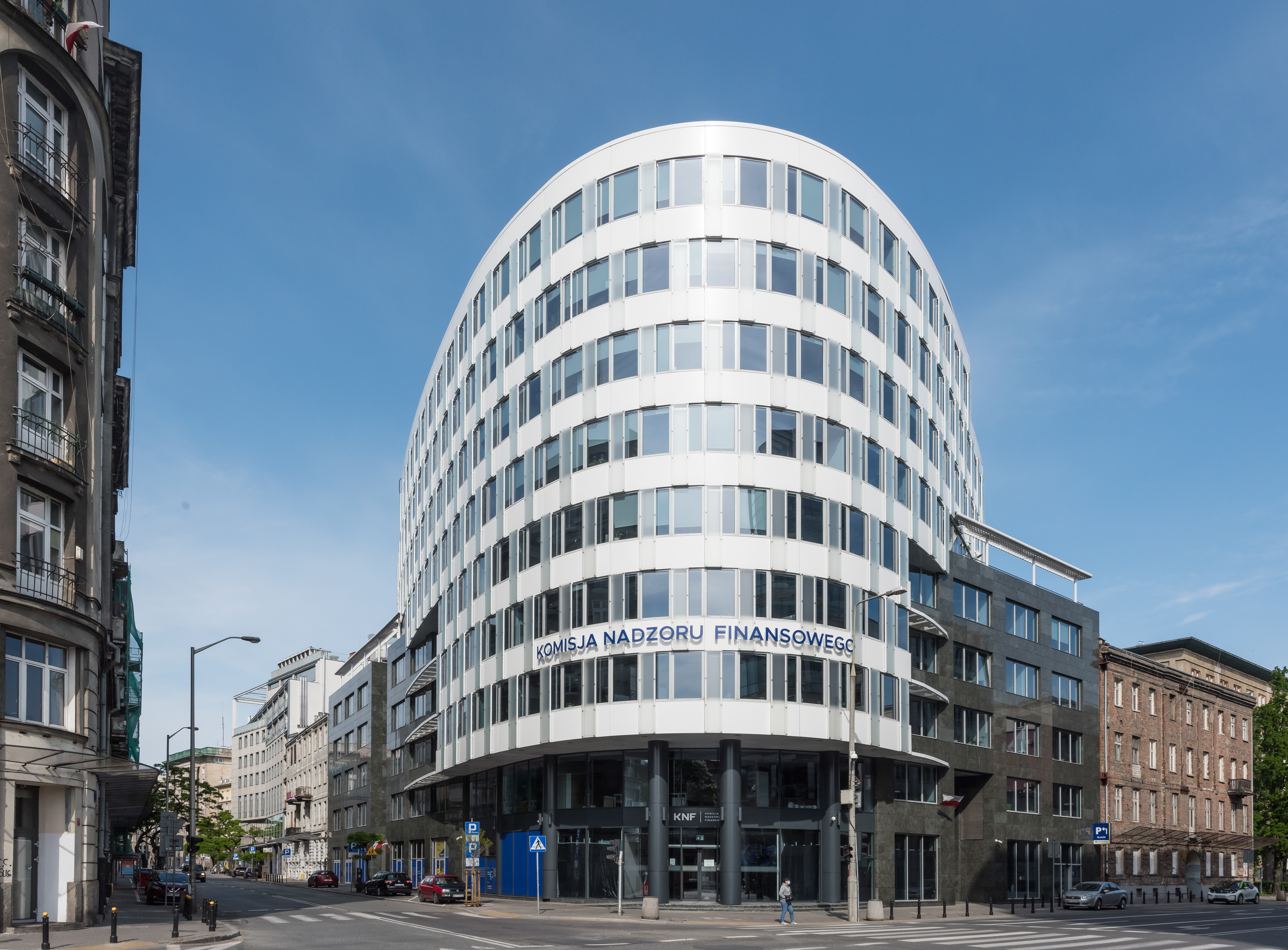
Siedziba KNF − organu nadzoru jednoinstytucjonalnego w Polsce

Nadzór jednoinstytucjonalny – model organizacyjno-prawny nadzoru bankowego, charakteryzujący się tym, że tylko jedna instytucja sprawuje cały nadzór nad działalnością bankową w kraju. 
Model stosowany współcześnie o wiele rzadziej niż nadzór wieloinstytucjonalny, jego krytyka nasiliła się po globalnym kryzysie finansowym. Obowiązuje m.in. w Szwajcarii (Federalna Komisja Bankowa) i Polsce (Komisja Nadzoru Finansowego).